# 한약
한약(韓藥, 문화어: 동약, 영어: Korean herbology)은 동물, 식물 또는 광물에서 채취된 것으로, 주로 원형대로 건조, 절단 또는 정제된 생약(生藥)이다. 또, "한약제제(韓藥製劑)"란 한약을 한방원리에 따라 배합하여 제조한 의약품(약사법 2조)이다. 중국에서는 중약(中药)이라 부른다.

## 역사
인류가 약물을 접하게 된 계기는 먹이를 구하는 활동과 긴밀한 연관이 있다. 원시시대 때 원시인은 식물채식, 사냥을 통해 점점 식물과 동물에 대해 이해하게 되었다. 이 과정에서 배부르게 하는 것이 있고, 질병의 고통을 덜어주는 것도 있고, 어떤건 독을 불러 일으킬 수도 있고, 심지어 사망 할 수도 있다는 것도 있다는 사실을 습득한다.
문자의 출현에 따라 약물에 대한 인식 또한 문자기록이 생겼다. 중국 상나라대의 갑골문자에는 '약' (藥) 자가 이미 있었다. 《설문결자》에서는 「치병초, 종초, 악성」 서조의 《시경》 과 《산해경》 중 이미 120가지 다중의 약물의 생산지, 효과작용과 치료성능을 기록해놨었다고 해설하고 있다. 춘추전국시대 시기의 《오십이병방》에는 이미 280여개의 처방이 기재되어 있으며, 사용되는 모든 약물 240여종에 달한다. 본초 , 이 단어는 《한서·평제기》에서 보이기 시작하였다. 현존하는 제일 이른 약물학 논문은 《신농본초경》이다. 비록 신농이라는 이름이 제목으로 붙어 있지만 한시기에 한사람에 의해서 만들어진 것이 아니며, 제일 마지막에는 동한말기 (기원전 2세기) 이전에 완성되었다는 고증이 있다. 
한나라 말기에 이래 의가들이 인용한 약물종류는 날이 갈수록 증가하였다. 본초 관련 책자 수량과 종류도 크나큰 증가를 하였다. 진나라의 갈홍은 《보박자》에서 처음으로 '약초'라는 단어를 기재하였다. 중요한 본초저작은 기원전 500년에 완성되었다. 양나라 도홍경의 《본초경집주》 남조 유송시기에 뢰효작의 《포재론》， 300종의 약물의 조제 방법을 수록하였고 이는 중의 중국 최초의 조제 전문서적이다. 수나라와 당나라 시대에는 남북이 통일하고 경제문화가 하루하루 번창해가면서 의약학도 비교적 크게 발전하였다. 이당시 844종의 약을 기록하였으며 본서의 완성의 국가의 행정 역량과 인력물력에 의지하였다. 이는 중국 최초 약전성(药典性) 본초로, 1542년 유럽 뉘른베르크의 약적 보다 500여년 일찍 나왔다.
송원시대에는 장원소가 쓴 《의학기원》에 오장육부의 모든 병의 용약심법(用药心法)을 담았다. 오장육부의 용약이론을 논증하여 다졌다. 그는 《진주낭》, 《오장육부 표준 한열허실 용약식》 , 《정고자제통법》 중 약 중약귀경학설을 선도하였다. 후에 , 이동원(李东垣)의 《용약법상》 과 왕호고(王好古)의 《탕액본초汤液本草》 모두 약성을 탐구하고 토론했다.
명나라의 의약학자 이시진(李时珍) （1518－1593年） 27년을 경과해서 《본초강목(本草纲目)》을 편찬했다 (전체 32권 약 200만 언言 1892종의 약 기록 그림 1100다 장, 부방 11000여개），이것은 곧 세계에 널리 퍼졌다。이 책 이외에도 이시전은 수 많은 항목의 중의학책을 편찬하였다 예로 《빈호맥학》(濒湖脉学)이 있다.
근대의 주로 유행하는 과학중약은 전통방법을 이용하여 대규모의 약탕을 뽑아낸다. 그것을 농축하고 더 나아가 작은 알 형태의 약분으로 부형조재한다. 이는 쾌속의 약성 석출과 안전함 등의 특징이 있다. 대표적인 상점으로 대만의 순천당 압송영(顺天堂、庄松荣) 등이 있다.

## 약성
중약의 약성과 관련된 이론은 기미론(氣味論)으로 불리며 협의로는 사기오미(四氣五味), 승강부침(升降浮沈), 귀경론(歸經論)을 말하며, 광의로는 한약의 배합이론인 칠정(七情), 유독무독(有毒無毒), 배오(두 종류의 약을 배합하여 씀), 금기 등이 있다.

### 사기오미
사기오미에는 한(寒, 추움), 열(熱, 뜨거움), 온(溫, 따뜻함), 양(涼, 시원함)의 네 가지의 서로 다른 약성이 있다. 또한 인체의 한열병리변화에 선명한 영향이 없는 약물을 평성이라고 부른다. 차가운약은 일반적으로 열을내리고 해독하는 등의 기능이 있다. 예로 석고, 지모등이 있다. 약성의 오미(5味)는 중약의 진짜 맛을 말하는 것이 아닌 그 약으로 인해 얻게되는 약의 효과를 말하는 것이다. 매운맛은 내뿜게 해 능행, 기와 피를 행하게 하는 작용이 있고, 단맛은 보충할 수 있어서 느슨하게 할 수 있다. 신맛은 받아드릴 수 있어서 떯게 만들고 수렴고삽(수삽(收澁)하는 약물로서 기혈진액이 밖으로 과도하게 배출되는 것을 막는 효능)의 작용이 있다. 쓴맛은 싸서 내보내고 건조하게 하는 기능이 있어서 폐와 위 내부의 공기를 내보내고 짠맛은 연하게 하고 배설하는 기능이 있어 엉긴 것을 흩어지게 하는 산계와 배설하는 작용이있다. 오미 외에도 싱거운 맛이 있어 몸내 습기를 내보내고 삼습이수 渗湿利水 소변불리, 수종 등을 치료한다.

### 승강부침
승강부침은 중약작용과 인체의 몇몇 경향을 가리킨다. 이는 질병과 병리추세와 상대적으로 말한 것이다. 일반적으로 말해 승부약의 승양, 발표, 거풍(풍한(風寒)을 없앰), 한을 내뿜음, 용토, 견구(경락 안의 막힌 곳을 소통시킴) 등 바깥과 위를 향한 작용들이 있다. 예; 승마, 시호 (해열제로 쓰임) 등 또 심항약은 청열의 기능이 있다 설화, 배출, 소변에 이롭다, 음식을 소화하고 해충, 간을 평온하게 하고 기침과 숨을 평온하게 하고 수렴고삽(收敛固涩) 아래와 내적의 작용이 있다. 예로 대황, 우시가 있다.

### 귀경
귀경은 장부의 경로이론을 기초로 치료된 질병을 의거해서 약물의 작용부위와 범위를 요약했다.
중약의 독성, 광범위한 의미에서 약물의 편성을 가리키고 좁은범위의 의미에서는 약물의 대한 기체(机体)의 손해성이다. 《본초강목(本草纲目)》 에서는 약물의 독성을 "대독“, “유독”, “소독”, “미독” 중약 중에 상육세심, 살구, 하수우, 부자 등은 불량반응을 일으키는 독성을 가지고 있다.

## 배오
중약의 사용은 배오를 매우 신경쓴다. 일반적으로 병상태 수요와 약의 특징의 따라 선채걱으로 두종류 또는 두종류이상의 약물을 배합해서 같이 쓴다. 이런 경우는 독의 부작용을 낮추고 치료효과를 확대하고 복잡한 병상태의 수요를 맞쳐줄 수 있다.
중약의 배오 내용: 단행(单行), 상서(相须), 상사(相使), 상위(相畏), 상사(相杀), 상악(相恶), 상반(相反)，“칠정”으로 불린다 이시전은 《본초강목·순례상》 약의 “칠정”을 요약했다 독행자는 단방은 보조를 불필요하다. 상서자는 동류를 분리할 수 없다. 상사자는 내가 돕는다 상악자는 나의 능력을 뺏는다. 상위자는 상대방의 제안을 받는다. 상반자는 쌍방이 안맞는다. 상사자는 상대의 독을 제압하다.

## 금기
독의 부작용을 낮추고 치료효과를 향상하기 위해서 중약의 약을 쓰는 것을 금기하는 것은 배오금기(배합금기), 증후금기, 임신금기, 복약의 음식 금기 그 중 배오금기는 십팔반십구위의 원칙을 준수한다.

## 같이 보기
- 약
- 생약
- 한의학
- 한의사
- 한약사